# Emmanuel Caussé
Emmanuel Caussé dit Caussé, auteur, réalisateur et scénariste, est né à Toulouse (France) le 1er décembre 1968.

## Biographie
Emmanuel Caussé est arrivé au cinéma petit à petit, après un long parcours dans le milieu de la publicité qu'il a débuté en tant que régisseur et achevé comme directeur de production. Il fait ses premiers pas en tant que réalisateur en 2001 avec un court métrage, Locked-In Syndrome, qui marque sa première collaboration avec Éric Martin. Avec celui-ci, il travaille également sur le téléfilm Lettres de la mer rouge, diffusé pour la première fois sur ARTE en avril 2006. "Coup de cœur du Jury du Public" au Festival de Luchon en 2006, cette œuvre a été couronnée des Lauriers de l'Audiovisuel et a reçu le Prix Marcel Jullian de la "Première œuvre".
En 2009, le duo Martin & Caussé accède enfin au grand écran avec le film No pasaran. 
Une sortie "Grand Sud-Ouest" (15 juillet 2009) a précédé la sortie nationale du 2 septembre 2009 et la sortie en DVD le 6 janvier 2010.

## Réalisateur
- Simon, d'Emmanuel Caussé et Éric Martin, 2016.
- No pasaran, d'Emmanuel Caussé et Éric Martin, 2009.
- Lettres de la mer rouge, d'Emmanuel Caussé et Éric Martin, 2006.
- Locked-In Syndrome, d'Emmanuel Caussé et Éric Martin, 2001.

## Distinctions
- Prix Marcel Jullian de la "Première œuvre", "Coup de cœur du Jury du Public" au Festival de Luchon, 2006